# Bystrzyca (powiat kraśnicki)
Bystrzyca – wieś w Polsce położona w województwie lubelskim, w powiecie kraśnickim, w gminie Zakrzówek. Leży nad rzeką Bystrzycą (dopływ Wieprza).
| SIMC    | Nazwa      | Rodzaj    |
| ------- | ---------- | --------- |
| 0394128 | Masne Doły | część wsi |

Wieś cystersów koprzywnickich w powiecie urzędowskim województwa lubelskiego w 1786 roku.
W latach 1954–1957 wieś należała i była siedzibą władz gromady Bystrzyca, po jej zniesieniu w gromadzie Zakrzówek. W latach 1975–1998 miejscowość należała administracyjnie do województwa lubelskiego.
Wieś stanowi sołectwo gminy Zakrzówek. Według Narodowego Spisu Powszechnego (III 2011 r.) wieś liczyła 774 mieszkańców. 
Zabudowa koncentruje się po obu stronach rzeki, przez którą przebiegają 2 mosty. Przy jednym z nich znajduje się Publiczna Szkoła Podstawowa im. Stanisława Szwai, a tuż obok Ochotnicza Straż Pożarna.